# Wilhelm I. von Fahrensbach
Wilhelm I. von Fahrensbach (Varresbeck, Varensbeke) (* ca. 1365; † nach 1443) war ein Ritter und Vogt von Arensburg.

## Familie
Wilhelm stammte aus der ursprünglich rheinischen Familie Fahrensbach. Er war Sohn des Heinrich von Fahrensbach und der Christine von Kniprode, einer Nichte des Hochmeisters Winrich von Kniprode und Schwester des gleichnamigen Bischof von Ösel Winrich von Kniprode. Wilhelm war zweimal verheiratet. Seine erste Frau war eine von Asserien, sein Schwager Jürgen von Asserien zeugt für ihn am 20. September 1427. Aus dieser Ehe stammen zwei Söhne die das Erwachsenenalter erreichen. Seine zweite Ehefrau war eine von Brakel, nämlich eine Tochter des Otto II. von Brakel. Aus dieser Ehe sind vier Söhne namentlich, sowie eine Tochter bekannt. Er hatte jedoch insgesamt mindestens neun Kinder. Wilhelm war der Stammvater aller späteren Angehörigen der Familie.

## Leben
Wilhelm begab sich spätestens 1385 bereits als Jüngling noch zu Lebzeiten seiner Eltern, mit weniger als 10 Rheinischen Gulden Startkapital zu seinem Mutterbruder Winrich von Kniprode, dem Bischof von Ösel ins Baltikum. 1397 wurde er Stiftsvogt der Wiek, behielt diese Position bis 1421. 1412 wurde als Ritter genannt, so auch 1415 u. 1419. 1415 war er Beisitzer des Komturs in Reval. 1419 verstarb sein Onkel und Förderer, der Bischof von Ösel, Winrich von Kniprode. Unter dem Nachfolger Caspar Schuwenflug (1420–1423) kam es zum Eklat um die Bewirtschaftung der Vogtei und den Güterbesitz. 1421 wurde Wilhelm nach Rom zitiert, es folgt der Kirchenbann. 1422 übertrug er von Reval aus zunächst die Verwaltung seines bergischen Besitzes in der alten Heimat seinem Schwager Heinrich Flecke, bis nach 1507 bleiben diese Höfe im Besitz der Familie Nesselrode. Wilhelm wusste in den folgenden langwierigen Prozessen mit dem neuen Bischof von Ösel Christian Kuband (1423–1432) sowohl den Orden als auch die Ritterschaft hinter sich, konnte zudem auch Fürbitten durch den dänischen und schwedischen König beibringen. Es gelang ihm schließlich einen Großteil seiner Güter bei der Familie zu halten. 1419 wurde er im Besitz von Laxenorm, 1425 zu Heimar, 1427 zu Walck (das er am 13. Juni dem Orden verpfändet), Heimar, Orenkas und Wrangel genannt. Selben Jahres überfallen und plündern Piraten das Stift unter Teilnahme zweier seiner Söhne. Dennoch nennt Bischof Ludolph Grove ihn am 16. August 1441 seinen Getreuen und Mann der Kirche, als er Landverkäufe Wilhelms an die Familie Lieven bestätigt.
Wilhelm von Fahrensbach galt als sehr wohlhabender und einflussreicher Mann, sein Tatendrang, Mut und Unternehmergeist, die Zähigkeit und das Geschick, mit denen er seine Position zu halten und auszubauen wusste, dürfen zu charakterlichen Wesensmerkmalen der Familie Fahrensbach gerechnet werden.